# Abarsam
Abarsam fou un alt càrrec de la cort sassànida amb el rei Ardashir I de Pèrsia, del que després fou suposadament ministre en cap. Abarsam va derrotar el rei part d'Ahwaz al que el darrer rei part, Artavasdes de Pàrtia, va enviar contra els revoltats perses. La seva historicitat està demostrada perquè apareix a les inscripcions però el seu càrrec és més dubtós.